# SAC Monte Rosa
Der SAC Monte Rosa ist eine Sioner Sektion des Schweizer Alpen-Clubs und mit 8406 Mitgliedern (Stand: Januar 2025) eine der grössten Sektionen des Schweizer Alpen-Clubs. Sie gehört zu den grössten Sportvereinen in der Schweiz, wurde am 4. Oktober 1865 gegründet und hat ihren Hauptsitz in Sion.

## Ortsgruppen (Untersektionen)
| Ortsgruppe (Untersektion)  | Sitz        | Gründung | Mitglieder (2025) |
| -------------------------- | ----------- | -------- | ----------------- |
| SAC Monte Rosa Brig        | Brig        | 1917     | 1198              |
| SAC Monte Rosa Martigny    | Martigny    | 1919     | 1850              |
| SAC Monte Rosa Monthey     | Monthey     | 1921     | 0872              |
| SAC Monte Rosa Sierre      | Sierre      | 1918     | 0672              |
| SAC Monte Rosa Sion        | Sion        | 1919     | 2419              |
| SAC Monte Rosa St. Maurice | St. Maurice | 1922     | 0269              |
| SAC Monte Rosa St. Niklaus | St. Niklaus | 1970     | 0334              |
| SAC Monte Rosa Visp        | Visp        | 1945     | 0792              |

## Hütten
Die Sektion Monte Rosa betreibt das Lagginbiwak (Biwakschachtel) und fünf SAC-Hütten, diese bieten einfache Unterkünfte für Alpinisten, Kletterer, Wanderer, Naturgeniesser und immer häufiger auch für Familien mit Kindern und für Mountainbiker.
| Bild                                    | Hütte            | Höhe | Lage                                          |
| --------------------------------------- | ---------------- | ---- | --------------------------------------------- |
| Dixhütte                                | Dixhütte         | 2928 | !546.0110805507.4177505 46.01108 7.41775 2928 |
| Lagginbiwak                             | Lagginbiwak      | 2428 | !546.1644705508.0454005 46.16447 8.0454 2428  |
| Monte-Rosa-Hütte                        | Monte-Rosa-Hütte | 2883 | !545.9569305507.8145505 45.95693 7.81455 2883 |
| Schönbielhütte                          | Schönbielhütte   | 2694 | !546.0020005507.6290305 46.002 7.62903 2694   |
| Topalihütte                             | Topalihütte      | 2674 | !546.1569005507.7620005 46.1569 7.762         |
| Vignetteshütte                          | Vignetteshütte   | 2520 | !545.9897905507.4753705 45.98979 7.47537 2520 |
| Ehemalige Hütten der Sektion Monte Rosa |                  |      |                                               |
| Hörnlihütte                             | Hörnlihütte      | 3260 | !546.0858105507.6761105 46.08581 7.67611 3260 |
| Weisshornhütte                          | Weisshornhütte   | 2932 | !546.0859605507.7435205 46.08596 7.74352 2932 |

| Dixhütte |

| Lagginbiwak |

| Monte-Rosa-Hütte |

| Schönbielhütte |

| Topalihütte |

| Vignetteshütte |

| Hörnlihütte |

| Weisshornhütte |

## Sektionsvorsitzende
Eine chronologische Übersicht über alle Präsidenten der Sektion seit Gründung.
| Amtszeit  | Präsident                |
| --------- | ------------------------ |
| 1865–1870 | Antoine De Torrenté      |
| 1870–1872 | Joseph Zermatten         |
| 1872–1876 | Antoine De Torrenté      |
| 1876–1878 | Gaspard Lorétan          |
| 1878–1882 | Raoul de Riedmatten      |
| 1882–1891 | Antoine De Torrenté      |
| 1891–1895 | Alexander Seiler         |
| 1895–1898 | Joseph Ribordy           |
| 1898–1901 | Eugène de Lavallaz       |
| 1901–1909 | Hermann Seiler           |
| 1909–1912 | Alphonse de Kalbermatten |
| 1912–1914 | René de Preux            |
| 1914–1917 | Georges Couchepin        |
| 1918–1922 | Viktor Petrig            |
| 1923–1925 | Jean Ruedin (senior)     |
| 1926–1928 | Pierre Dutoit            |

| Amtszeit  | Präsident               |
| --------- | ----------------------- |
| 1929–1931 | André de Rivaz          |
| 1932–1934 | Jean Coquoz             |
| 1935–1937 | Joseph Emonet           |
| 1938–1940 | Wendelin Werlen         |
| 1941–1943 | Jean Ruedin (senior)    |
| 1944–1946 | Joseph Tamini           |
| 1947–1949 | Charles de Kalbermatten |
| 1950–1952 | François Meytain        |
| 1953–1955 | Albano Simonetta        |
| 1956–1958 | Anton Tichelli          |
| 1959–1961 | Jean Ruedin (junior)    |
| 1962–1964 | Fritz Zwicky            |
| 1965–1967 | Jacques Allet           |
| 1968–1970 | Roland Coquoz           |
| 1971–1973 | Roland Darbellay        |
| 1974–1976 | Carlo Biaggi            |

| Amtszeit  | Präsident            |
| --------- | -------------------- |
| 1977–1979 | Alfredo Mollia       |
| 1980–1982 | Paul Tornare         |
| 1983–1985 | Jacques Rossier      |
| 1986–1988 | Peter Werlen         |
| 1989–1991 | Michel Coquoz        |
| 1992–1994 | Alexandre Zufferey   |
| 1995–1998 | Eduard Brogli        |
| 1999–2000 | Philippe Progin      |
| 2000–2001 | Pierre-Henri Cortat  |
| 2002–2005 | Ingrid Alder         |
| 2006–2010 | Peter Planche        |
| 2010–2014 | Pierre-André Veuthey |
| 2014–2016 | François Dufour      |
| 2016–2022 | Philippe Chanton     |
| Seit 2022 | Damien Revaz         |